# Episparis sinistra
Episparis sinistra är en fjärilsart som beskrevs av Holland 1894. Episparis sinistra ingår i släktet Episparis och familjen nattflyn. Inga underarter finns listade i Catalogue of Life.